# Інститут радіофізики та електроніки імені О. Я. Усикова НАН України
Інститут радіофізики та електроніки імені О. Я. Усикова НАН України (скорочено ІРЕ НАН України) — науковий-дослідний інститут радіофізичного профілю Національної академії наук України. Розташований у Харкові, за адресою: вул. Академіка Проскури, 12.

## Історія
Інститут створений 1955 р. на базі відділів електромагнітних коливань і поширення радіохвиль Фізико-технічного інституту Академії наук УРСР з підпорядкуванням Відділу фізико-математичних наук Академії наук. Метою його створення було практичне освоєння міліметрових і субміліметрових ділянки електромагнітних хвиль. На момент організації Інституту в його штатному розкладі було 125 співробітників по держбюджету та 11 — з госпдоговірної тематики.
Організатором та першим директором Інституту був О. Я. Усиков. З 1996 р. ІРЕ носить його ім'я.
Інститут став широко відомим науковим центром у галузі радіофізики, електроніки, радіофізичних досліджень твердого тіла і біологічних об'єктів, поширення радіохвиль, дистанційного зондування природного середовища Землі з аерокосмічних носіїв.
В Інституті передбачені і виявлені циклотронний резонанс в металах (1967), аномальне проникнення електромагнітних хвиль в метал і радіочастотні ефекти (1970), акустомагнітоелектричний ефект (1973).
В 1985 р. на базі ряду відділів був створений Радіоастрономічний інститут НАН України. У 1994—2011 рр. на базі ІРЕ працював Центр радіофізичного зондування Землі імені А. І. Калмикова Національного космічного агентства України та НАН України.
Отримані вченими ІРЕ наукові результати відзначені Ленінською премією, 3-ма Державними преміями СРСР в галузі науки і техніки, премією Ради Міністрів СРСР, 8-ма Державними преміями УРСР у галузі науки і техніки, 4-ма Державними преміями України у галузі науки і техніки, 2-ма преміями НАН України ім. К. Д. Синельникова, преміями НАН України імені В. Є. Лашкарьова, С. Я. Брауде, А. С. Давидова, М. М. Боголюбова, І. Пулюя, премією «Піонер мікрохвильової фізики» Товариства мікрохвильової теорії та техніки Інституту інженерів з електротехніки та електроніки (США, 2000).

## Науковці
- Бліох Павло Вікторович — завідувач теоретичного відділу (1960—1986).
- Брауде Семен Якович — заступник директора з наукової роботи (1955—1980), завідувач відділу (1980—1987), один із перших науковців інституту.
- Гуревич Юрій Генріхович — науковий співробітник (1965—1993).
- Канер Еммануїл Айзикович — засновник і завідувач відділу теорії твердого тіла (1965—1986), один із перших науковців інституту.
- Кисельов Володимир Костянтинович — завідувач відділу квазіоптики (1988—2013).
- Кулешов Євген Митрофанович — засновник і завідувач лабораторії (відділу) приймальних приладів і вимірювальної апаратури (пізніше — відділ квазіоптики; 1955—1988), провідний науковий співробітник (1988—2016), один із перших науковців інституту.
- Макаров Микола Михайлович — завідувач відділу теоретичної фізики (1987—2001).
- Масалов Сергій Олександрович — засновник і завідувач відділу радіофізичної інтроскопії (1987—2018).
- Милославський Кирило Євгенович — вчений секретар (1958—1975).
- Черпак Микола Тимофійович — науковий співробітник (з 1966).
- Шестопалова Ганна Вікторівна — завідувачка відділу біологічної фізики (з 2005).
- Ямпольський Валерій Олександрович — завідувач відділу теоретичної фізики (2001—2019).
- Яновський Мойсей Соломонович — старший науковий співробітник відділу приймальних приладів і вимірювальної апаратури (пізніше — відділ квазіоптики; 1955—2013).

### Директори
- 1955—1973 рр. — академік АН УРСР Усиков Олександр Якович.
- 1973—1993 рр. — академік АН УРСР Шестопалов Віктор Петрович.
- 1993—2014 — академік НАН України Яковенко Володимир Мефодійович.
- 2014—2023 — академік НАН України Мележик Петро Миколайович.
- з 2023 (в. о.) — член-кореспондент НАН України Логвінов Юрій Федорович.

## Основні досягнення
- створені магнетрони імпульсної дії, магнетрони безперервної дії, клінотрони, відбивні клістрони, що перекривають діапазон від 2 см до 0,5 мм;
- розроблений і створений новий клас джерел когерентного випромінювання міліметрового і субміліметрового діапазонів — генератори дифракційного випромінювання імпульсної та безперервної дії з унікальними параметрами: високою стабільністю, вузьким спектром і низьким рівнем шумів, високим рівнем потужності;
- створено високоефективні джерела електромагнітних хвиль оптичного діапазону — лазери на барвниках з керуванням частотою вимушеного випромінювання;
- розроблені високоефективні методи вирішення завдань дифракції електромагнітних хвиль на періодичних і відкритих структурах різних геометричних форм, високоефективні методи аналізу та багатопараметричного синтезу складних хвилеводних елементів і вузлів;
- розвинутий науковий напрям — квазіоптична радіометрія, створено комплекс широкодіапазонних радіопристроїв для вимірювання фізичних параметрів речовини, у тому числі плазми, в діапазоні довжин хвиль 0,1 — 10 мм;
- створені високостабільні твердотільні генератори квазіоптичного типу з малими частотними шумами, твердотільні квантові парамагнітні підсилювачі (мазери);
- створена теорія плазмових нестійкостей, що виникають під дією постійних і змінних електромагнітних полів в напівпровідниках;
- проведено експериментальні дослідження процесів генерації когерентних фононів в активних парамагнітних кристалах, виявлено монохроматичне фононне випромінювання лазерного типу. Створено квантовий генератор когерентних фононів — акустичний аналог лазера, який отримав назву «Фазер»;
- створено експериментально-дослідницький комплекс «БУРАН» для вивчення нелінійних процесів в ядерних системах методами електронно-спінового і ядерного парамагнітного резонансу, комплекс має статус Національного надбання України;
- створені гіперзвукові лінії затримки для задач дистанційного зондування природного середовища Землі з аерокосмічних носіїв;
- досліджена природа стабільності структури білків і нуклеїнових кислот в результаті взаємодії з гідратно-іонним оточенням при різних температурах і під впливом міліметрових хвиль і іонізуючої радіації;
- проведені широкомасштабні комплексні теоретичні та експериментальні дослідження процесів розповсюдження радіохвиль різних діапазонів над поверхнею Землі і моря, розвинена нова область радіофізики — радіоокеанографія і створений радіо-кліматичний атлас Світового океану;
- створена двомасштабна модель розсіювання радіохвиль схвильованою поверхнею моря;
- розроблені методи та апаратура для загоризонтної радіолокації над поверхнею моря;
- запропонований метод дослідження шумановського резонансу як глобального параметру для вивчення динаміки світових гроз;
- розроблені методи і алгоритми аналогової та цифрової обробки астрономічних зображень;
- створений комплекс радіофізичної апаратури у складі радіолокатора бічного огляду і скануючого радіометра, який був встановлений на штучних супутниках Землі "Космос-1500″, "Космос-1602″, ШСЗ типу «Океан» і в українських ШСЗ «Січ-1», «Січ-2»; проведені дослідження природного середовища Землі з аерокосмічних носіїв методами дистанційного радіолокаційного зондування;
- розроблені нові методи радіолокації на основі використання широкосмугових (шумових) і надширокосмугових (відеоімпульсних) сигналів;
- розроблені радіолокаційні системи в діапазонах хвиль від міліметрових до декаметрових для вирішення оборонного та цивільного застосування: контролю територій аеропортів; контролю переміщення транспортних засобів і транспортних потоків в прикордонних районах; охорони периметра територій від несанкціонованого проникнення, знаходження замаскованих предметів на тілі людини; пошуку людей під завалами тощо;
- створені радіолокатори підповерхневого зондування (пошук підземних комунікацій, порожнин, вимоїн, розливів нафтопродуктів, контроль цілісності і міграції нафто- і газопроводів, знаходження підкопів і т. д.), моніторингу стану будівель та інженерних споруд, запобігання зіткнень.